# Франсішку Баррету
Франсішку Баррету (порт. Francisco Barreto, 1520 — 9 липня 1573) — португальський військовий, колоніальний адміністратор і дослідник. У молодості служив офіцером у Марокко, згодом провів 10 років в Індії. Був губернатором Португальської Індії (1555—1558). Після повернення до Лісабона, в 1569 році йому було доручено здійснити експедицію до південно-східної Африки на пошуки легендарних золотих копалень. Під час африканської експедиції Баррету помер від хвороби на території сучасного Мозамбіку.

## Молоді роки
Баррету народився у Фару, Португалія, у 1520 році в родині Руї Баррету та Бранки де Вільєни. Він пройшов військовий вишкіл у Марокко і зрештою служив у Аземмурі поблизу Касабланки.

## Губернатор в Гоа

Герб португальської колонії Гоа

У 1548 році Баррету прибув до Індії. Він обійняв посаду губернатора Португальської Індії в Гоа, штаб-квартирі колонії, у червні 1555 року після смерті віцекороля Педру де Машкареньяша. З нагоди його призначення була поставлена п'єса Луїша де Камойнш «Auto de Filodemo». Пізніше Баррету наказав вислати Камойнша до Макао (також португальської колонії) за його сатиричний твір Disparates da Índia, в якому Камойнш критикував португальське життя в Індії.
15 березня 1556 року до Індії прибув призначений католицький патріарх Ефіопії у супроводі португальського посольства на чолі з Фернандо де Суза де Кастелло Бранко. Оскільки Баррету мав точнішу інформацію про справи в цій країні, він затримав більшу частину посольства, хоча дозволив єпископу Андре де Ов'єдо продовжувати свій шлях з деякими супутниками. Ця невелика група, яку перевозили на чотирьох кораблях, висадилася в Аркіко в березні 1557 року, незадовго до того, як Османська імперія зайняла цей порт.
Згідно з Робертом Керром у «Загальній історії та збірці подорожей і мандрів», Машкареньяш, намагаючись отримати португальського союзника в регіоні, підтримав узурпатора проти якогось Адель-хана, короля Вісапуру. Машкареньяш помер невдовзі після того, як відправив солдатів на допомогу в захопленні узурпатором влади, і Баррету продовжував португальську підтримку узурпатора до його захоплення. У 1557 році Баррету зіткнувся з армією хана під Пондою і здобув перемогу.
Баррету також брав участь у переговорах щодо мирного придбання Дамана, але вони провалилися і Даман було врешті захоплено військовим шляхом наступником Баррету. Йому вдалося перемогти заморіна Калікута під час протистояння останнього з раджею Кочіна та підготувати величезний флот для відправлення проти султанату Ачех. Проте відправка флоту була скасована з приходом нового правителя Португальської Індії.

## Повернення в Лісабон
Наступником Баррету на посаді губернатора Португальської Індії в 1558 році став Константину де Браганса, і 20 січня 1559 року Баррету відбув з Гоа в Лісабон на борту корабля Águia. Корабель потрапив у сильний шторм, після чого його було відремонтовано на території сучасного Мозамбіку, і він знову відплив 17 листопада того ж року. Незабаром після цього виникла теча і корабель був змушений повернулася до африканського узбережжя.
Баррету повернувся до Гоа на іншому човні, ледь не померши від спраги під час подорожі. Повернувшись, він знову відплив до Лісабона, цього разу на São Gião. У червні 1561 року, через 29 місяців після того, як Баррету вперше покинув Гоа, він нарешті досяг португальської столиці. Його дуже добре прийняла королева Катерина Австрійська, яка на той час виконувала функції регента при малолітньому королі Себаштіані.
У 1564 році король Іспанії Філіп II попросив у португальців допомогу у захопленні острова Пеньйон-де-Велес-де-ла-Гомера біля узбережжя Марокко. Португалія погодилась і Баррето командував португальською флотилією, що складався з галеона та восьми каравел і яка разом з португальським флотом на чолі з Гарсіа де Толедо захопила форт острова за два дні. Після цього Філіп II відправив Баррету особистого листа і медальйон зі своїм портретом.

## Експедиція на Мономотапу
В 1569 році король Португалії Себаштіан вирішив розділити Португальську Індію на три окремі території з окремими урядами, за принципом, схожим на план короля Мануела 1508 року. Планувалось створити:
1. західну державу на чолі з губернатором з урядом в Софалі (яка мала охоплювати східноафриканське узбережжя від мису Коррентес до мису Гвардафуй),
2. центральну державу на чолі з віцекоролем з урядом в Гоа (яка мала включати територію між Червоним морем і Цейлоном) і
3. східну державу на чолі з губернатором з урядом в Малакці (мала охоплювати Південно-Східну Азію, від Пегу до Китаю).

Антоніу де Норонья був призначений в Гоа, Антоніу Моніш Баррету в Малакку, а Франсішку Баррету був призначений губернатором в Софалу.
У 1569 році король Себаштіан доручив Баррету очолити експедицію в Мономотапу (Велике Зімбабве), щоб заволодіти легендарними золотими копальнями імперії. За словами історика Діогу де Коуту, причина експедиції полягала в тому, що португальські меркантилісти вважали, що країні потрібні копальні, щоб доставляти в Португалію золото, подібне до того, як колонії Іспанії в Америці постачали в метрополію золото та срібло, оскільки колонії Португалії в Азії не приномили їй достатньо багатства). Баррету отримав вказівки «не робити нічого важливого без поради та згоди» єзуїта Франциско Монклароса.
Баррету відплив із Лісабона 16 квітня 1569 року з трьома кораблями, загоном із 2000 осіб і званням Завойовника копалень, наданого йому королем. Перший корабель прибув до Мозамбіку в серпні 1569 року, корабель, на якому був сам Баррету — 14 березня наступного року, а третій — через кілька місяців. Незважаючи на те, що Баррету вирішив піти до копалень легшим шляхом через Софалу, єзуїт Монкларос наполягав, щоб експедиція йшла маршрутом через Сену, оскільки це приведе їх до місця, де інший єзуїт, Гонсало да Сілвейра, був кинутий у річку та убитий у 1561 р.. Тож експедиція вирушила до Маніки, де, як вважалось знаходяться великі копальні, маршрутом через Сену.
Експедиція, озброєна гірничими інструментами, відпливла вгору по річці Куама в листопаді 1571 року, і прибула в регіон Сена 18 грудня. Баррету надіслав посланця до імператора Мономотапи з проханням дозволу напасти на народ під назвою монги, чия територія лежала між португальцями та копальнями. Імператор дозволив Баррету напасти на них і навіть запропонував надати своїх людей для допомоги. Однак Баррету відмовився від допомоги і рушив далі вгору за течією самотужки.
Португальці провели кілька битв проти Монга і незважаючи на переважну кількість супротивника здобули в них перемогу завдяки кращому озброєнню і гарматам. За словами Керра, коли їхній король Монга послав послів до Баррету в надії укласти мир, португальські солдати обдурили їх, переконавши, що верблюди, яких використовують португальці, істоти, чужі для південно-східної Африки, живляться м'ясом, що призвело до того, що монги постачали португальцям яловичину для верблюдів.
Перш ніж експедиція змогла просуватися далі, Баррету було відкликано на острів Мозамбік, щоб розв'язати питання з Антоніу Перейра Бранданом, який поширював неправдиві звинувачення щодо Баррету. Губернатор усунув його з посади командира мозамбіцького форту Сан-Себастьян і повернувся до Сени, де його очікували його люди. Однак у цей момент в португальському загоні поширилась епідемія тропічних хвороб і Баррету теж захворів та у підсумку помер у Сені 9 липня 1573 року, так і не діставшись до копалень.

## Наслідки
Заступник Баррету, Вашку Фернандіш Хомем, змінив його на посаді губернатора і повернувся з рештою компанії на узбережжя. Після того, як Монкларос відбув до Лісабона, експедиція до Маніки була відновлена маршрутом через Софалу. Коли португальці нарешті досягли копалень, з'ясувалося, що реальність була дуже далека від легендарних описів, оскільки місцеві жителі видобували лише дуже незначну кількість золота. Після подальших невдач у пошуках різних копалень у сусідньому королівстві, Хомем покинув пошуки золота в глибині материка і повернувся на узбережжя.
Загибель Франсішку Баррету в поході в материкову Африку зірвала плани короля Себаштіана по розділенню Португальської Індії на три частини і створенню окремого губернаторства для Східної Африки і Португальська Індія залишилась єдиною колонією під управлінням віцекороля в індійському Гоа. Сам Франсішку Баррету був похований у храмі Святого Лоренсу в Лісабоні разом зі своєю дружиною Брітес де Атаіде.